# Horst Hrubesch
Horst Hrubesch (Hamm, el 17 d'abril de 1951) és un jugador retirat del futbol alemany, actualment directiu des del 2012 de l'Associació Alemanya de Futbol. El seu sobrenom era Das Kopfball-Ungeheuer, per les seves habilitats amb el cap.